# Col Imogene
Le col Imogene, en anglais Imogene Pass, est un col à 3 997 m d'altitude dans les monts San Juan dans les montagnes Rocheuses, dans le Colorado.